# Mars Matrix
Mars Matrix (マーズマトリックス?) è un videogioco arcade del 2000 sviluppato da Takumi e pubblicato da Capcom. Il gioco ha ricevuto una conversione per Dreamcast.

## Trama
Mars Matrix è ambientato su Marte nel 2309.

## Modalità di gioco
Mars Matrix è uno sparatutto a scorrimento verticale dal gameplay simile a Giga Wing.